# Heinrich Richter (Politiker)

Heinrich Richter

Heinrich Richter (* 3. November 1887 in Helmersen; † 26. März 1961 in Bockenem) war ein deutscher Politiker (SPD).

## Leben und Wirken
Richter wurde 1887 als Sohn eines Handelsmanns geboren. Nach dem Besuch der Volksschule in Oker an der Havel (1894–1902) und der Bürgerschule in Hildesheim und Bockenem absolvierte er eine Buchdruckerlehre. Anschließend übte er diesen Beruf in verschiedenen Städten Deutschlands aus. Um 1905 trat Richter in die Sozialdemokratische Partei Deutschlands (SPD) ein.
Von 1915 bis 1918 nahm Richter am Ersten Weltkrieg teil. Nach seiner Rückkehr aus dem Krieg heiratete er 1919. Ab 1924 war Richter Stadtverordneter in Hildesheim.
Mit der Reichstagswahl vom Mai 1928 wurde Richter erstmals in den Reichstag der Weimarer Republik gewählt, dem er zunächst bis zum September 1930 als Vertreter des Wahlkreises 16 (Südhannover-Braunschweig) angehörte. Nachdem er in den folgenden drei Legislaturperioden nicht dem Parlament angehört hatte, konnte Richter anlässlich der Wahl vom März 1933 in den Reichstag zurückkehren, dem er diesmal knapp drei Monate lang, bis zum Juni 1933, für seinen alten Wahlkreis angehörte.
Richter war einer von 94 Abgeordneten, die gegen das von der Regierung Hitler eingebrachte Ermächtigungsgesetz vom 24. März 1933 stimmten, das die juristische Grundlage für die Errichtung der NS-Diktatur bildete und schließlich mit einer Mehrheit von 444 zu 94 Stimmen angenommen wurde.
Als politisch Verfemter war Richter in der Folgezeit arbeitslos. Anfang 1934 erhielt er eine Stelle als Schriftsetzer beim Elbe-Weser-Verlag. Ende November 1939 nahm er eine Stelle bei den Wetzell-Gummiwerken als Arbeiter an. Zum 1. Januar 1941 kehrte Richter ins Druckgewerbe zurück, als er eine Stelle bei der Bockenemer Buchdruckerei Eller erhielt, wo er sich als Maschinensetzer und Korrektor betätigte.
Am 22. August 1944 wurde Richter im Rahmen der Aktion Gitter in das Gestapogefängnis Ahlem bei Hannover gebracht und wenige Tage darauf in das Konzentrationslager Neuengamme überführt, wo er 1945 das Ende der nationalsozialistischen Diktatur erlebte. Anschließend gehörte Richter noch bis kurz vor seinem Tod dem Unterbezirksvorstand seiner Partei, dem Kreistag und dem Bockenemer Stadtrat an.
Einer der wenigen vorliegenden Berichte über Richters Persönlichkeit kennzeichnet ihn wie folgt: „Ein kräftig gebauter Mann mit tiefer, wohlklingender Stimme, die er ruhig aber beredt einsetzte – eine eindrucksvolle Erscheinung.“.